# Горноджумайски въстанически отряд
Горноджумайският въстанически отряд „Христо Ботев“ е въоръжена чета от земеделци, комунисти и леви дейци на ВМРО, участвала в Септемврийското въстание от 1923 година.
Четата е въоръжена от Тодор Чопов, а въстаниците са главно от района на Горна Джумая (днес Благоевград) и Мехомия (днес Разлог). Първоначално целта ѝ е да вдигне въстание в Горноджумайско, но впоследствие се насочва към Дупница, където да подпомогне местните партизани. Отрядът е разбит от чети на ВМРО и десетки въстаници са убити. Отрядът е ръководен от Алекси Величков и наброява 126 души. Идеолог за образуването му е Владимир Поптомов.

## Видни участници
- Алекси Величков, командир на отряда
- Динчо Балкански, ръководител на чета
- Методи Алексиев, ръководител на чета
- Димитър Ацев, ръководител на чета
- Борис Давидков, ръководител на чета
- Коста Сандев, командир на IV бойна група
- Стоил Чолаков, командир на чета, неуспяла да се присъедини към основния отряд